# Санто-Доминго (провинция)
Санто-Доминго (исп. Santo Domingo) — провинция Доминиканской Республики. Была отделена от Национального округа 16 октября 2001 года.

## Муниципалитеты и муниципальные районы
Провинция разделена на восемь муниципалитетов (municipio), а в пределах муниципалитетов — на семь муниципальных районов (distrito municipal — D.M.):
- Бока-Чика
  - Ла-Калета (D.M.)
- Лос-Алькаррисос
  - Палмарехо-Вилья-Линда (D.M.)
  - Пантоха (D.M.)
- Педро-Бранд
  - Ла-Гуайга (D.M.)
  - Ла-Куаба (D.M.)
- Сан-Антонио-де-Герра
- Ато-Вьехо (D.M.)
- Сан-Луис
  - Сан-Исидро (D.M.)
- Санто-Доминго-Норте
  - Вилья-Мелла (D.M.)
  - Ла-Виктория (D.M.)
- Санто-Доминго-Оэсте
  - Маногуаябо (D.M.)
  - Эррера (D.M.)
  - Институто (D.M.)
- Санто-Доминго-Эсте
  - Лас-Америкас (D.M.)

Население по муниципалитетам на 2012 год (сортируемая таблица):
| № | Название                | Общее население | Городское население | Сельское население |
| - | ----------------------- | --------------- | ------------------- | ------------------ |
| 1 | Бока-Чика               | 123 510         | 53 326              | 70 184             |
| 2 | Лос-Алькаррисос         | 263 861         | 181 175             | 82 686             |
| 3 | Педро-Бранд             | 103 685         | 72 366              | 31 319             |
| 4 | Сан-Антонио-де-Герра    | 102 586         | 59 631              | 42 955             |
| 5 | Сан-Луис                | 301 062         | 203 209             | 97 853             |
| 6 | Санто-Доминго-Норте     | 705 983         | 589 047             | 116 936            |
| 7 | Санто-Доминго-Оэсте     | 693 255         | 557 999             | 135 256            |
| 8 | Санто-Доминго-Эсте      | 701 269         | 402 901             | 298 368            |
|   | Провинция Санто-Доминго | 2 995 211       | 2 119 654           | 875 557            |